# 兼子佳恵
兼子 佳恵（かねこ よしえ）は日本の社会活動家。
NPO法人・やっぺす（前石巻復興支援ネットワーク）創業者・元代表、一般社団法人「りとりーと」代表」
2011年の東日本大震災の復興に向けて「やっぺす」を創業。「やっぺす」は石巻地方の言葉で「一緒にやっていきましょう」という意味で、(1)復興支援コーディネイト・被災者支援、(2)地域資源・人材の発見・育成、(3)女性・子育てサポートなどの事業を推進。その活動は全国的にも高く評価され、2018年、兼子は代表として「平成29年度ふるさとづくり大賞内閣総理大臣賞」を受賞している｡2021年度末「やっぺす」を後進に託し退職し、2022年6月に一般社団法人「りとりーと」設立、代表理事に就任した。

## 来歴

### 震災まで
高校卒業後、バス会社に就職し結婚を契機に退職、2人の男の子に恵まれた。
小学校のPTA活動に参加し、子育てについて話し合える仲間たちと出会った。
10年以上にわたり小学校、中学校、高校のPTA活動に積極的に参加し、高校ではPTA副会長も勤めた。
ママさんバレーボールでスポーツを通じた交流にもつとめた。
子育てに悩んだ経験から、当事者であるお母さん同士が思いを共有し、気軽に相談できる場所が必要と思い、
1999年「イッツ・ナウ・オア・ネバー」という任意団体を設立した。

### 震災とやっぺすの設立　2011年
2011年3月11日に東日本大震災が発生し、石巻市は死者3,277人、震災関連死 275人、行方不明 420人という被害を被った。多くの市民が家族、住居、そして仕事を失った。兼子の自宅は全壊、余震の恐怖は続いた。
当時中学生の次男は震災直後の1日を避難所で過ごし、家に戻ってきたとき、食料や毛布が足りていない避難所の様子を訴えた。
兼子は、神戸市の「被災者をNPOとつないで支える合同プロジェクト（つなプロ）」の田村太郎代表（当時）のサポートで、震災２か月後の2011年５月、「やっぺす」をママ友とともに任意団体として立ち上げた。さらに2011年12月に「やっぺす」をＮＰＯ法人とした。

### 復旧期の活動　2011－2013年度
復旧期には全国から多くのボランティアが集まり、被災した家屋・施設や道路などで後片付けや整理などにあたった。
被災者支援。地域復興コーディネート事業として、仮設団地において暮らす被災者を対象に、住民が楽しめるイベントを自治会と協力して行ったり、
全国からの個人あるいは企業・大学などのボランティア希望者と被災者の間の橋渡しを行った。
地域の起業家を育むため「起業支援ファンド・人材育成スクール」と「石恋♡」を実施した。
「起業支援ファンド・人材育成スクール」は内閣府支援事業で、被災地で起業を希望する者に対し支援を行ったり、託児付きのスキルアップ教室を運営したりした。
「石巻に恋しちゃった♡」（以下「石恋♡」）は2013年に始まり、ヨガ、お菓子作りなど様々な趣味や特技をもつ「達人」を発掘し、その活躍の場を作る事業である。
「石恋♡」が参考にしたのが「オンパク」手法である。。
「オンパク」（温泉博覧会）とは1998年に大分県別府市で始まった地域の人達を中心とした事業で、
開催期間中に集中して地域の中のいろいろな場所で観光客や地域住民を対象にしたプログラムを企画・運営するものである。

### 再生期の活動　2014－2017年度
家屋・施設、道路などのハード面での復旧は進んだが、コミュニティなどソフト面の再生はこれからという時期であった。この時期「やっぺす」は、仮設住宅の被災者支援、地域女性へのサイドビジネス提供など、行政に届きにくい小さな声に耳を傾け住民ニーズを反映させる活動をした。
例えば仮設団地において暮らす被災者への支援事業では、イベント開催に加えて、被災者に支援者を交えた談話の場（サロン活動）を設け、コミュニティづくりに努めた。
「石恋♡」は、2013年から2018年にかけ10回開催され「達人」は250人に達した。
さらに化粧品会社から支援を受けて女性起業家支援プログラムを2014年度から2018年度にわたり開催した。講座を卒業した女性達の中から何人もの起業家が生まれた。

### 発展期以降の活動　2018年度～2021年度
震災復興が進む一方、少子高齢化が進み、地域課題の比重が高まりつつある。
「やっぺす」は自ら輝こうとする女性のエンパワーメントのため
「女性の活躍推進」、「子育て支援」、「復興支援活動」という３つの分野で活動を行っている。「子ども食堂」事業を2019年からスタートさせ、2020年からはDVに遭った女性やその子どもなどを一時的に保護する「シェルター」事業に取り組んでいる。

なお、やっぺすは、2018年、「平成29年度ふるさとづくり大賞　内閣総理大臣賞」を受賞している｡当時の安倍晋三総理は挨拶で以下のように述べている。
「石巻復興支援ネットワークの皆様におかれては、東日本大震災後、子育てや女性の就労を取り巻く環境が一層厳しくなる中で、女性の自立・就労支援を始めとする幅広い活動に取り組んでこられました。その活動から、住民の新たな連携や起業が生まれるなど、復興まちづくりに大いに貢献していただいています。」（首相官邸,2018)

### 新たな挑戦　2022年以降
2021年度末をもって「やっぺす」を後進に託し退職し、2022年6月に一般社団法人「りとりーと」を設立し代表理事に就任した。
同法人は(1) 女性や子どもを一時的に保護する「シェルター」、(2)食品等を困窮家庭に配布する「パントリー（食品貯蔵庫）」、(3)セミナー等の「学びあう場」設置、などの活動をしている。

## 参考リンク
- NPO法人　やっぺす
- 石巻に恋しちゃった　石恋♡
- 首相官邸（2018年3月９日）「平成29年度ふるさとづくり大賞・ふるさとイベント大賞内閣総理大臣表彰式」